# Baojun RM-5
La 	Baojun RM-5 è un'autovettura prodotta dalla casa automobilistica cinese Baojun dal 2019.

## Descrizione

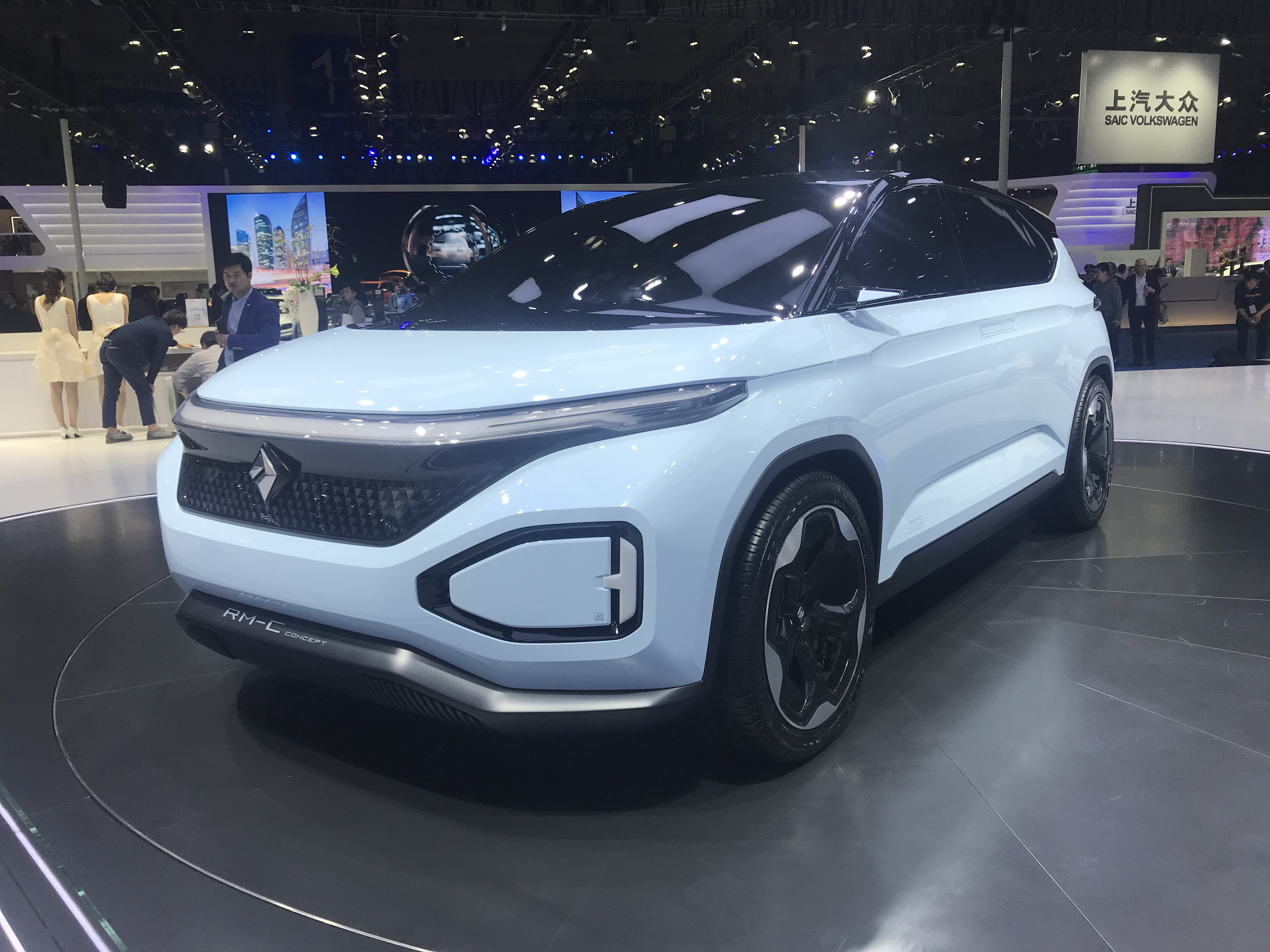
Baojun RM-C Concept

L'RM-5 è stata anticipata dalla concept car chiamata RM-C, presentata durante il salone di  nell'aprile 2019.
La versione di produzione in serie è stata annunciata tre mesi dopo. L'RM-5 riprende nel design le linee e gli stilemi dell'RS-5 e Baojun RC-6. L'RM-5 è alimentato da un motore turbo a quattro cilindri da 1,5 litri con una potenza di 145 CV e 245 Nm di coppia. La trasmissione è affidata ad un manuale a sei velocità standard e o in opzione ad un CVT a otto velocità.